# Detektivbüro Roth
Detektivbüro Roth ist eine deutschsprachige Fernseh-Krimiserie, produziert zwischen 1984 und 1986 für das Westdeutsche Werbefernsehen (WWF) unter Federführung von WDR, NDR und SFB. Es entstanden 35 Episoden, die unregelmäßig in Berlin, Duisburg und Hamburg spielen. Für die DVD-Veröffentlichung wurden die Folgen nachträglich in zwei Staffeln aufgeteilt. Die Erstausstrahlung der Serie erfolgte am 17. April 1986.
Als erste produzierte TV-Staffel können die Episoden 1 bis 23 angesehen werden. Hiervon wurden die Folgen 10 bis 17 vom NDR produziert und spielen dementsprechend auch in Hamburg und Umgebung. Nach Episode 23 stieg Klaus Löwitsch als Detektiv Albert Löffelhardt aus und bekam seine eigene Serie (Hafendetektiv), in der er allerdings unter dem Namen Stepanek antritt. Die Episoden 24 bis 35 wurden 1985/86 produziert (6 pro Jahr) und erhielten mit Heinz Schubert (als Egon Fetzer) erneut einen Privatdetektiv – neben Bruno Roth – mit „Ecken und Kanten“. 1986 (ab Folge 30) stieg Ilja Richter als Heinz Knappstadt zusätzlich in die Serie ein, während Hildegard Krekel als Irene ihren letzten Auftritt in Episode 29 hatte.

## Handlung
Bruno Roth unterhält in einer alten Villa in Berlin-Lichterfelde das Detektivbüro Roth, zusammen mit Olga, der Frau seines verstorbenen Bruders, ihrem Sohn Uli und seiner Freundin Ricarda. Er ermittelt in Fällen von Industriespionage, Versicherungsbetrug, Sabotage, Rauschgiftdelikten, Erbschleicherei oder Kunstfälschung. Bruno Roth ist ein cleverer, selbstbewusster und profitbedachter Mann, der nur lohnende Fälle übernimmt. Anders dagegen die Duisburger Detektei Löffelhardt. Albert Löffelhardt haust in einem alten Tante-Emma-Laden. Weil er ständig um seine Existenz kämpfen muss, nimmt er jeden Fall an. Überschneiden sich die Regionen beider Detekteien, arbeiten sie gezwungenermaßen zusammen, auch wenn es dabei immer wieder zu Konflikten kommt. Zwischen den beiden Detekteien entwickelt sich eine Art Konkurrenzkampf, da sie sich trotz aller Freundschaft immer wieder gewollt oder ungewollt in die Quere kommen. Irgendwann wird es Löffelhardt zu viel und er verschwindet von der Bildfläche. Egon Fetzer übernimmt seinen Laden (Folgen 24–35), um ihn endlich zum Erfolg zu bringen und eine Detektiv-Akademie zu gründen. Sein erster „Student“ ist Knappstatt, der zuvor Theologie und Jura studiert hatte, bevor er sich entschloss, Detektiv zu werden.

## Stab
| - Thomas Engel - Horst Flick - Dieter Kehler - Dieter Lemmel - Michael Meyer - Manfred Seide - Theo Mezger - Manuel Marszalek | - Horst Otto - Horst Bosetzky - Marcus Conradt - Felix Huby - Ralf Franz - Adolf Bollmann | - Rudolf Körösi |  |

## Trivia
Die Krimiserie Liebling Kreuzberg lief zeitweise parallel und hatte ebenso Manfred Krug in der namensgebenden Hauptrolle, jedoch nicht als Detektiv, sondern als Anwalt.  In der Folge Ausnahmsweise umsonst aus Liebling Kreuzberg empfiehlt Rechtsanwalt Arnold einer Mandantin das Detektivbüro Roth, um ihren Liebhaber zu finden, und ergänzt gleich darauf: „Es war nur ein dummer Scherz.“
Der Charakter von Klaus Löwitsch taucht als Ableger unter dem neuen Namen Stepanek in der Serie Hafendetektiv wieder in Duisburg auf.